# 市場内時間外取引
市場内時間外取引(しじょうないじかんがいとりひき)とは、証券取引所(金融商品取引所)内でオークション(競争)方式による売買を行う立会取引時間を避けた相対取引のことをいう。立会時間内での取引では、株価に直接、多大な影響を及ぼすこと等が想定される場合等に利用される。立会取引時間前に行われるものをPre-Market trading、立会取引時間後に行われるものをafter hours tradingと呼ぶ。以下、東京証券取引所のToSTNeTを主として取り上げる。

## ToSTNeT
ToSTNeT(Tokyo Stock Exchange Trading NeTwork System、とすとねっと)とは、立会時間外取引として東京証券取引所が提供する取引制度(市場)のこと。

### 概要
- 通常利用される立会取引(いわゆる時間内取引)では株価を乱高下させる要因になりかねない大口取引やバスケット取引等に対応できるようにするため、立会時間外に行う市場内取引の一種。
- 2008年より取引時間が拡大されるとともに、取引の高度化・多様化に伴うニーズの高まりからToSTNeT市場として立会市場から独立。

### 沿革
- 1998年6月29日：大口取引・バスケット取引(ToSTNeT1)の開始
- 1998年8月7日：終値取引(ToSTNeT2)の開始
- 1999年10月1日：ToSTNeT1のうち大口取引が単一銘柄取引に拡大
- 2008年1月15日：自己株式立会外買付取引(ToSTNeT3)の開始

### 対象
東京証券取引所の立会市場に上場する以下の金融商品が、ToSTNeT市場にも上場することとされている。
- 内国株式
- 外国株式
- 転換社債型新株予約権付社債(以下、「CB」)

### 取引

#### ToSTNeT-1(単一銘柄取引)

##### 通常
取引時間
8時20分～17時30分
売買単位
最低単位から
取引価格
立会市場の直近取引価格の±7％以内。(特別気配又は連続約定気配がある場合は、当該特別気配値段又は連続約定気配値段)
呼値
株式:1円の1万分の1の整数倍、CB:額面100円につき1銭の100分の1の整数倍
同一参加者および異なる参加者間での取引が可能
売買の成立
呼値を行う際に、取引の相手方となる取引参加者・銘柄・数量等を指定し、呼値が合致した場合
決裁方法
4日目決済(同一参加者間での取引に限り当日決済)
その他
信用取引および貸借取引が可能

##### VWAPギャランティー取引・VWAPターゲット取引
取引時間
8時20分～9時:前日VWAP(VWAPターゲットは不可)
11時～12時30分:前場VWAP
15時～17時30分:後場および終日VWAP
売買単位
最低単位から
取引価格
VWAPギャランティー取引:VWAPに手数料相当額を加減して得た値段
VWAPターゲット取引:VWAPを目標とした立会市場での執行結果の加重平均価格
呼値
株式:1円の1万分の1の整数倍、CB:額面100円につき1銭の100分の1の整数倍
クロス取引のみが可能
売買の成立
クロス取引のみであるため呼値で即約定
決裁方法
4日目決済(同一参加者間での取引に限り当日決済)
その他
信用取引および貸借取引が可能

#### ToSTNeT-1(バスケット取引)
取引時間
8時20分～17時30分
売買単位
15銘柄以上かつ総売買代金1億円以上
取引価格
構成銘柄の立会市場の直近取引価格で算出する基準代金の±5％以内
呼値
株式:1円の1万分の1の整数倍
同一参加者および異なる参加者間での取引が可能
売買の成立
呼値を行う際に、取引の相手方となる取引参加者・銘柄・数量等を指定し、呼値が合致した場合
決裁方法
4日目決済(同一参加者間での取引に限り当日決済)
その他
信用取引および貸借取引が可能

#### ToSTNeT-2(終値取引)
取引時間(注文受付時間は8時20分～16時)
8時20分～8時45分
11時～12時15分
15時～16時
売買単位
最低単位から
取引価格
8時20分～8時45分:前日終値(最終特別気配値および最終連続約定気配値を含む、いずれも無い場合は当日基準値段。以下同じ）、前日終日VWAP
11時～12時15分:前場終値、前場VWAP
15時～16時:当日終値、後場および終日VWAP
呼値
終値取引:立会市場に同じ(呼値の順位は時間優先の法則に基づくが、クロス注文がある場合には他の呼値に優先。)
VWAP取引:東京証券取引所が算出する売買高加重平均価格(VWAP取引はクロス注文のみ。)
売買の成立
時間優先(クロス注文の場合は当該呼値で成立)
決裁方法
4日目決済
その他
信用取引および貸借取引が可能
終値取引を利用した事前公表型の自己株式取得も可能。

#### ToSTNeT-3(自己株式立会外買付取引)
取引時間(注文受付時間は8時～8時45分)
8時45分
売買単位
最低単位から
取引価格
前日終値(最終特別気配値および最終連続約定気配値を含む。いずれもない場合は、当日の基準値段)
呼値
立会市場に同じ(呼値の第一順位:委託注文、第二順位:自己注文。左記順位で、取引参加者ごとに配分)
売買の成立
委託注文優先
売申込数量の多い取引参加者から最低単位を配分し、さらに残数量に按分比率(買残株数量/売残株総数量)を乗じた数量(小数点以下切捨て)を対当させた後、小数点の切捨数量が多い参加者から最小単位を配分
決裁方法
4日目決済
その他
買方を発行会社に限定した自己株式取得専用の取引。
信用取引および貸借取引は不可能
取引対象は内国株式・外国株式のみで、CBは除外。
終値取引が完全時間優先で売買が成立するのに対し、買付数量に相当する売付数量を東京証券取引所が定める配分方法で配分。

## J-NET
J-NET(じぇいねっと)とは、立会時間外取引として大阪取引所が提供する取引制度(市場)のこと。1998年12月の証券取引法(当時)改正により、証券取引所は複数の有価証券市場を開設できるようになったことから、1999年1月25日に日本で初めて二つ目の市場を開設した。今でこそToSTNeTも市場となっているが、J-NET市場開設当時は、ToSTNeTはあくまで取引の種類でしかなかったことから、大阪証券取引所の進取性を表した事例といえる。

## N-NET
N-NET(えぬねっと)とは、立会時間外取引として名古屋証券取引所が提供する取引制度(市場)のこと。基本的な制度設計はToSTNeTに準じている。

## 立会外取引
福岡証券取引所および札幌証券取引所においても、立会外取引が可能となっているものの、市場化されてはいない。

## 関連
- 東京証券取引所
- 大阪証券取引所
- 自己株式
- ライブドア事件